# Zu spät
«Zu spät» (en español: «demasiado tarde»), es el segundo sencillo de Die Ärzte, del álbum Débil; es la canción número 11 del álbum.

## Canciones
1. «Zu spät» (Urlaub) - 3:20
2. «Mädchen» (Urlaub) - 2:55